# Convergents
Convergents (en español: Convergentes) es un partido político español, conformado en Cataluña, fundado en noviembre de 2017 por Germà Gordó y Teresa Maria Pitarch. Se define como centrista y soberanista. Es una escisión del Partido Demócrata Europeo Catalán, aunque forman parte del mismo antiguos militantes de Unió, Demócratas de Cataluña y de Convergencia Democrática de Cataluña. El partido es promovido por la asociación Nueva Convergencia, actual Asociación Juliana Morell (con la que tiene muchos vínculos y comparten ideología), una asociación política que defiende los valores clásicos de CDC.

## Posición política
El partido se define en sus principios como defensor del derecho a la autodeterminación de Cataluña, de las libertades individuales, contrario al centralismo español, de carácter independentista y europeísta. Dentro del mismo, sus afiliados recogen diversas ideologías, desde el espectro liberal hasta la democracia cristiana, desde la socialdemocracia al feminismo, manteniendo puntos en común como la defensa de la escuela catalana pública, privada y concertada (en todas sus variantes), un modelo sanitario que combina la oferta pública, privada y concertada, políticas que favorezcan el tejido empresarial, el libre comercio, la justicia social o la defensa de la familia como entorno transmisor de valores y la dignidad de la vida en todas sus etapas.
Al igual que la antigua Convergencia Democrática de Cataluña (CDC), sus representantes tienen libertad de voto en temas que impliquen creencias personales, religiosas etc. Sin embargo es muy difícil situar al partido en el eje izquierda-derecha, ya que el partido defiende una ideología muy amplia que puede llevar a la confusión. Sin embargo, es un partido homologable al resto de partidos liberal progresistas europeos.

## Participación electoral

### Elecciones catalanas de 2017
En diciembre de 2017, Convergents decidió concurrir a las elecciones al Parlamento de Cataluña. En sus listas conformadas contaban con militantes del partido e independientes, destacando el presidente del partido Germà Gordó, que fue conseller de Justicia durante la legislatura de Artur Mas (2012-2016), la secretaria general Teresa Maria Pitarch, ex directora del Instituto Catalán de las Mujeres, y la profesora y abogada Silvia Requena. Se acordó sólo presentar la lista por Barcelona, para no perjudicar otras opciones soberanistas. Aunque la lista fue publicada en el BOE y cumplía con los requisitos de paridad, la lista fue rechazada por no haber presentado las firmas necesarias para poder presentarse, ya que a pesar de tener un diputado, se consideraba que el partido no disponía de representación en la anterior legislatura. Al saberse el rechazo de la candidatura, el partido realizó un comunicado por redes sociales pidiendo el voto a cualquier candidatura de centro, soberanista y que defendiera las instituciones catalanas.

### Elecciones municipales y generales españolas de 2019
El partido decidió presentarse a las elecciones generales de abril de 2019, donde obtuvo 2.541 votos (el 0,06%) y ningún escaño. Como el Congreso de Diputados no logró elegir ningún presidente del Gobierno, se volvieron convocar elecciones en noviembre, comicios a los que el partido decidió no presentarse.
En las elecciones municipales de mayo de 2019, Convergents se presentó en solitario en San Jaime dels Domenys, Vendrell, Torroja, Calafell, Arnes, Santa Coloma de Gramanet, Barcelona, San Pol de Mar, Sardañola del Vallés, Hospitalet de Llobregat y Lérida. En total obtuvo 1.493 votos y 5 concejales. En Sant Jaume dels Domenys fue la fuerza más votada con 512 votos y 4 escaños. En otras poblaciones se presentó en coalición con partidos locales. Sumando las candidaturas en solitario y en coalición, se presentó en 27 municipios y obtuvo 8.395 votos y 21 concejales. El mismo día también hubo elecciones europeas, donde no se presentaron.

### Elecciones catalanas de 2021
Para las elecciones catalanas de febrero de 2021, Convergents no pactó con PDeCAT una coalición formal, sino que apoyó de forma externa las listas presentadas por el Partit Demòcrata, incorporándose como independientes en dichas listas.

## Resultados

### Parlamento de Cataluña
| Año  | Votos | %    | +/- pp | Escaños | Candidato        |
| ---- | ----- | ---- | ------ | ------- | ---------------- |
| 2017 | 0     | 0,0  | —      | 0/135   | Germà Gordó      |
| 2021 | 0     | 0,0  | —      | 0/135   | Germà Gordó      |
| 2024 | 258   | 0,01 | —      | 0/135   | Cecilia Castelló |

### Elecciones municipales
| Año  | Votos | %    | +/- pp | Escaños |
| ---- | ----- | ---- | ------ | ------- |
| 2019 | 1493  | 0,04 | —      | 5/9076  |

### Elecciones generales
| Año      | Votos | %    | +/- pp | Escaños                        | Candidato               |
| -------- | ----- | ---- | ------ | ------------------------------ | ----------------------- |
| 2019 (I) | 2541  | 0,06 | Nuevo  | 0/350 Respecto a Cataluña:0/48 | Sílvia Requena Martínez |

## Casos de corrupción
A pesar de ser un partido relativamente nuevo, arrastra casos de corrupción provenientes de la antigua Convergencia Democrática de Cataluña, siendo destacado el de su presidente y fundador, Germà Gordó, imputado en relación con el Caso 3%.